# Рудніцький Вадим Володимирович
Вади́м Володи́мирович Рудні́цький (10 лютого 1978, м. Вільянді, Естонія — 24 серпня 2014, смт Георгіївка, Лутугинського району Луганської області, Україна) — рядовий, Міністерство внутрішніх справ України, добровольчий спецбатальйон міліції особливого призначення «Шторм».

## Життєпис
Народився 1978 року у місті Вільянді, в Естонії. Згодом його сім'я переїхала до села Привітів Любарського району. Закінчив школу, проходив службу в прикордонних військах у Львові. Згодом потрапив в один зі спецпідрозділів органів внутрішніх справ. По тому більше восьми років служив у 95-й Житомирській окремій аеромобільній бригаді.
Протягом 4 років двічі брав участь у миротворчій операції на теренах колишньої Югославії. Після військової служби працював у сфері торгівлі.
Зголосився добровольцем у травні 2014 року до підрозділу «Шторм». Загинув під час обстрілу блокпоста українських сил поблизу селища Георгіївка, що під Луганськом.
Вдома залишилися дружина, донька 2006 р.н, син, батьки та молодший брат. Останнє прощання відбулося в Привітові 27 серпня 2014 року.

## Нагороди та вшанування
- 29 вересня 2014 року — за особисту мужність і героїзм, виявлені у захисті державного суверенітету та територіальної цілісності України, вірність військовій присязі під час російсько-української війни, відзначений — нагороджений орденом «За мужність» III ступеня (посмертно).
- 9 грудня 2014-го в Привітові відкрито пропам'ятну дошку на його честь.
- Його портрет розміщений на меморіалі «Стіна пам'яті полеглих за Україну» у Києві: секція 3, ряд 8, місце 12
- Вшановується 24 серпня на щоденному ранковому церемоніалі вшанування українських захисників, які загинули цього дня у різні роки внаслідок російської збройної агресії[1]